# Умпхакатси
Умпхакатси (Swazi: [um̩pʰakʼatsʼi]; множина: imiphakatsi) је традиционална административна јединица у Есватинију, мања од инкхундле. Есватини је подељен на 360 умпхакатсија, сваки је приближно еквивалентнан локалној заједници. Умпхакатси су или краљевска села са краљем на челу или главно племенско пребивалиште којим управља Свази поглавар или принц путем Свазијског закона и обичаја.